# Jebadełko

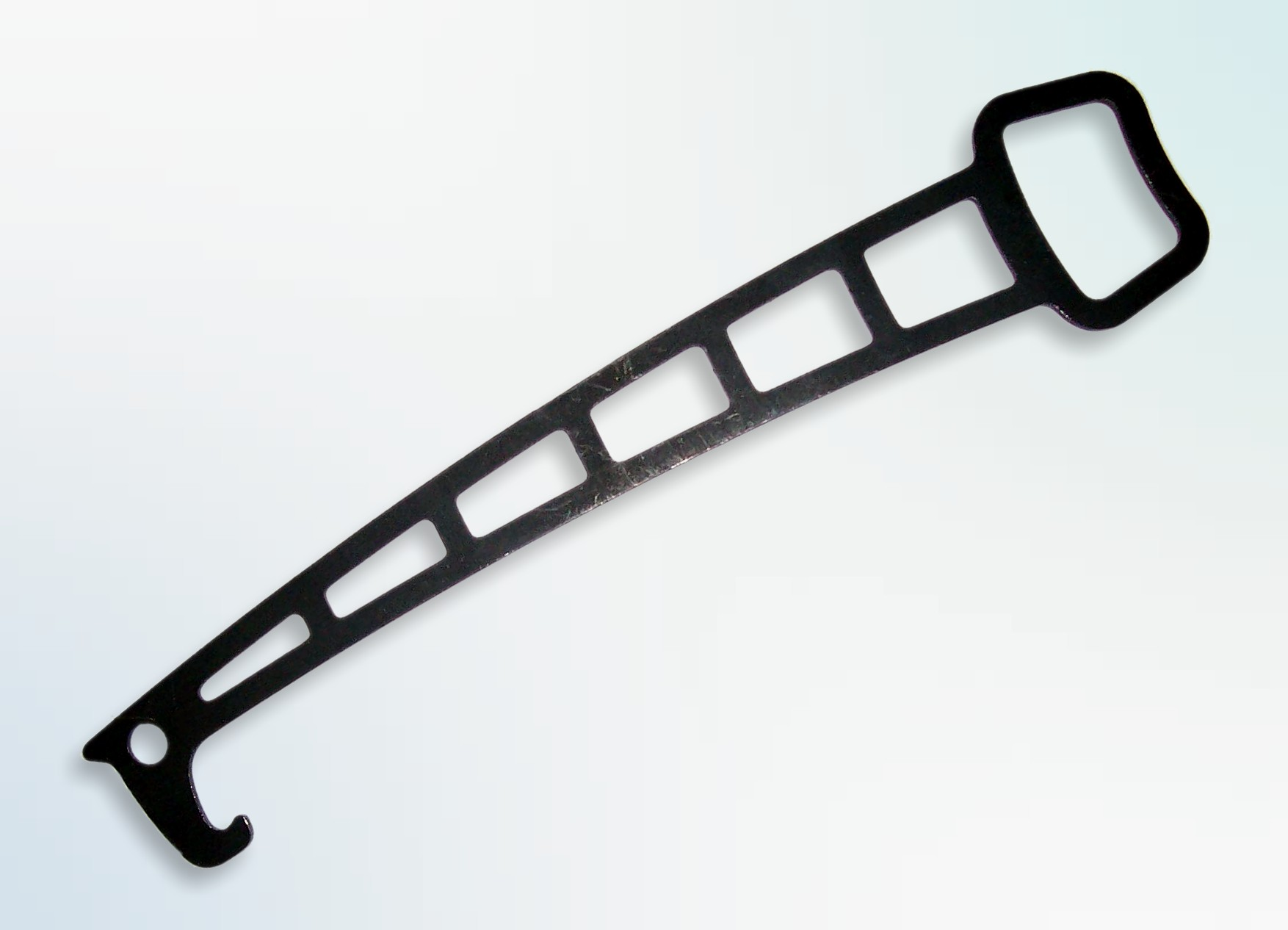
Ekstraktor

Ekstraktor (zwany także jebadełkiem lub kluczem do kostek) – urządzenie służące głównie do wyjmowania kostek i innych metalowych elementów sprzętu wspinaczkowego ze szczelin i innych formacji skalnych, w których zostały umieszczone celem założenia asekuracji. Używane bywa również do przewlekania repów i pętli przez małe ucha skalne. Zazwyczaj niesione jest przez drugiego wspinacza w zespole, gdyż to do niego należy demontaż przelotów osadzonych przez prowadzącego.